# Baranusa
Baranusa is een bestuurslaag in het regentschap Alor van de provincie Oost-Nusa Tenggara, Indonesië. Baranusa telt 997 inwoners (volkstelling 2010).